# Volodymyr Biletskyy
Volodymyr Stefanovych Biletskyy (tiếng Ukraina: Володимир Стефанович Білецький; sinh ngày 26 tháng 1 năm 1950 tại Matviivka, Ukraina) là một kỹ sư khai thác mỏ, tiến sĩ khoa học, nhà nghiên cứu trong lĩnh vực khai thác than, nhà xuất bản và nhà khoa học chính trị người Ukraina. Ông đã xuất bản nhiều bài viết mang tính kỹ thuật về chủ đề khai thác mỏ, đồng thời là người khởi xướng và biên tập Bộ bách khoa toàn thư khai thác mỏ đầu tiên của Ukraina.

## Tiểu sử
Biletskyy học xong trung học Vilniansk năm 1967 và sau đó học tại khoa kỹ thuật điện của Đại học Khai thác mỏ Quốc gia Ukraina. Tốt nghiệp năm 1972, ông làm kỹ sư tại phòng nghiên cứu của khoa Tự động hóa quy trình sản xuất tại cùng chính trường đại học của mình (1974–1975). Từ năm 1975 đến năm 1976, ông làm kỹ sư trưởng tại mỏ than do Xí nghiệp Than Nhà nước ở Makiivka điều hành, sau đó làm trợ lý nghiên cứu tại bộ phận điện của Viện Nghiên cứu Makiivka, tập trung nghiên cứu về an toàn trong sản xuất khai thác mỏ từ năm 1977 đến năm 1979. Năm 1981, Biletskyy trở thành trợ lý nghiên cứu trưởng tại Đại học Kỹ thuật Quốc gia Donetsk.
Năm 1986, Biletsky hoàn thành chương trình học sau đại học. Năm 1994, ông hoàn thành bằng Tiến sĩ Khoa học Kỹ thuật và năm 2004, ông được bầu làm học giả của Viện Hàn lâm Khoa học Kinh tế Ukraina (một tổ chức nghiên cứu được nhà nước tài trợ, là một phần của Viện Hàn lâm Khoa học Quốc gia Ukraina). Năm 2005, ông trở thành Hội viên của Viện.
Bắt đầu từ năm 2006, ông là giáo sư khoa Tuyển khoáng tại Đại học Kỹ thuật Quốc gia Donetsk. Năm 2012, Biletskyy trở thành Viện sĩ tại Học viện Khoa học Khai thác mỏ Ukraina. Năm 2014, ông là giáo sư tại Đại học Kỹ thuật Quốc gia Poltava Yury Kondratyuk. Từ năm 2017, ông là giáo sư tại Học viện Bách khoa Kharkiv.

## Nghiên cứu khoa học và xuất bản
Biletskyy là biên tập viên khoa học của Bách khoa toàn thư khai thác mỏ (1998–2013), góp phần tạo ra một hệ thống thuật ngữ ngành khai thác mỏ thống nhất toàn quốc ở Ukraina. Ông đã tặng miễn phí nội dung của bộ sách nhiều tập này cho Wikipedia và đã kết hợp nó vào hàng nghìn bài viết về chủ đề khai thác mỏ và công nghệ trên Wikipedia tiếng Ukraina.

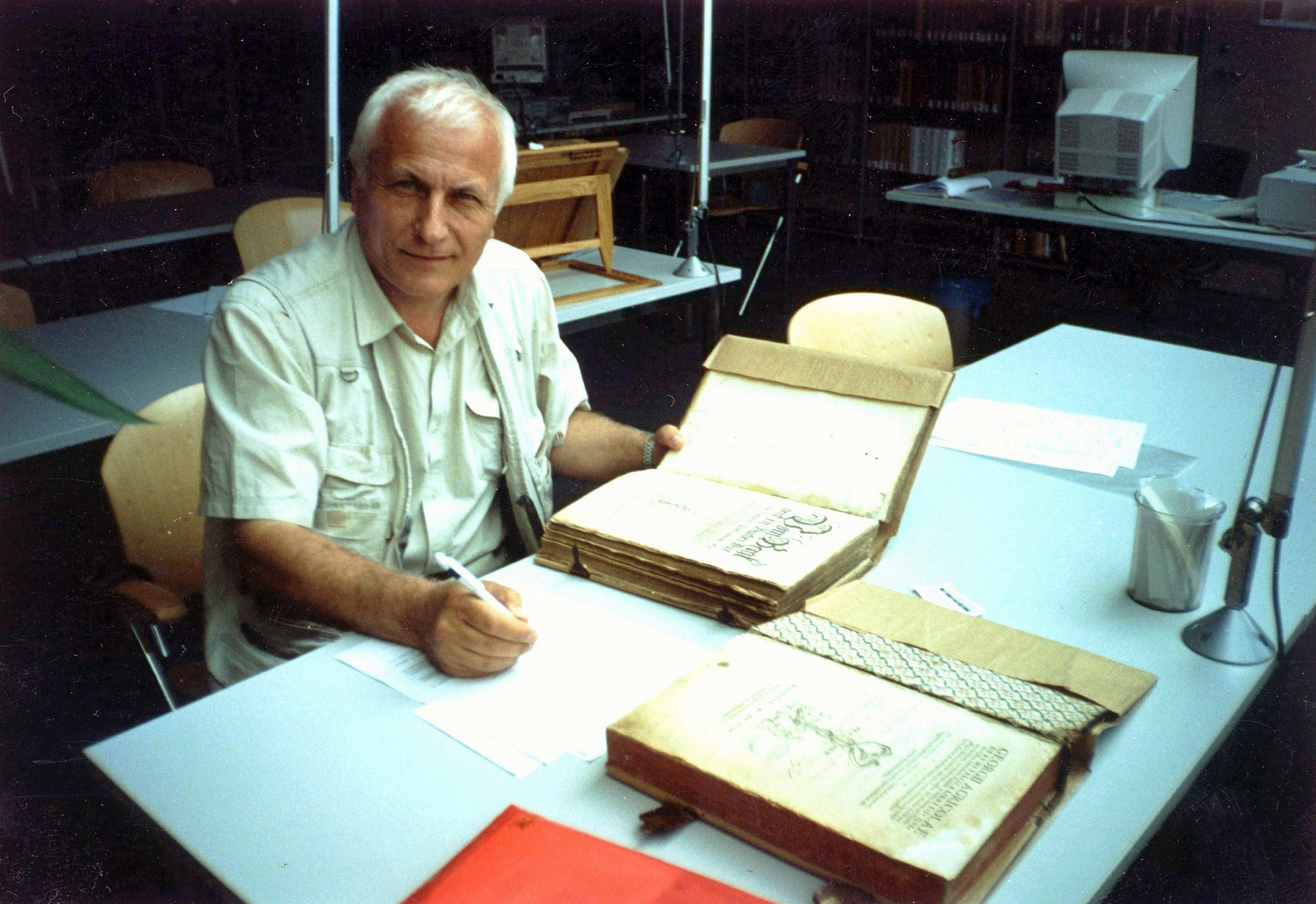
Biletskyy năm 2005

Ông đã xuất bản hơn 450 bài viết học thuật, trong đó có hơn 30 cuốn sách (chuyên khảo, giáo trình, từ điển và bách khoa toàn thư). Ông cũng là tác giả của hơn 200 bài báo trên các tạp chí khoa học và khoa học thường thức. Ông là người sáng lập và tổng biên tập tạp chí khoa học và phân tích thông tin quốc gia Skhid (từ năm 1995 là một tạp chí học thuật định kỳ về triết học, lịch sử và kinh tế) và là người sáng lập và đồng biên tập của tờ Donetsk Herald của Hiệp hội khoa học Shevchenko.
Là người đóng góp thường xuyên cho Wikipedia tiếng Ukraina, tính đến năm 2015, Biletskyy đã tạo hơn 17.000 bài viết và thực hiện hơn 94.000 lần chỉnh sửa trên Wikipedia.
Biletskyy là chủ sở hữu của 60 bằng sáng chế liên quan đến các công nghệ xử lý và vận chuyển khác nhau ở Ukraina và Nga.

## Hoạt động xã hội
Ban đầu là thành viên của Đảng Cộng sản Ukraina (1975–1990), Biletskyy sau này trở thành một trong những người đồng sáng lập Phong trào Nhân dân Ukraina (Rukh) ở Donbas. Biletskyy rời Rukh vào năm 1997. Từ năm 1997 đến 2012, Biletskyy là cố vấn cho các Đại biểu của Verkhovna Rada (Quốc hội Ukraine) là OV Kulyk, Ivan Drach và OI Klymenko.
Biletskyy là người đồng sáng lập và đứng đầu chi nhánh Donetsk của Hiệp hội khoa học Shevchenko (1997), Hiệp hội Ukrajina-Svit chi nhánh Donetsk (1997), Hiệp hội tiếng Ukraina khu vực Donetsk (1989). Ông đứng đầu tổ chức nghiên cứu và biên tập Trung tâm Nghiên cứu Văn hóa Ukraina (Donetsk, Ukraina) được ông thành lập năm 1994 và hiện là thành viên Hội đồng Tư vấn về các Vấn đề Dân tộc tại Cơ quan Quản lý Nhà nước Vùng Donetsk.
Volodymyr Biletskyy đã nhận được một số giải thưởng và huy chương cho các hoạt động xuất bản, chính trị, xã hội và văn hóa của mình, trong đó có Huân chương Chiến công (Hạng ba) từ Tổng thống Ukraina, Viktor Yushchenko.